# 生方幸夫
生方 幸夫（うぶかた ゆきお、1947年10月31日 ‐ ）は、日本の政治家。ジャーナリスト、経済評論家。
衆議院議員（6期）、環境副大臣（野田第3次改造内閣）、衆議院環境委員長、衆議院決算行政監視委員長、消費者問題に関する特別委員長、民主党副幹事長、民主党幹事長代理、立憲民主党千葉県総支部連合会代表などを務めた。

## 来歴
東京都出身。東京都立志村高等学校、早稲田大学第一文学部卒業。大学卒業後は読売新聞社記者を経て、フリーのジャーナリスト、経済評論家に転身。NHK衛星放送や文化放送でキャスターを務めるかたわら、信州大学経済学部、産業能率短期大学で教鞭を執った。
1996年、新党さきがけが実施した候補者公募に応募し合格するが、さきがけを離党した議員を中心に結成された旧民主党に参加。第41回衆議院議員総選挙に同党公認で千葉6区から出馬するが、自由民主党の渡辺博道に敗れ、重複立候補していた比例南関東ブロックで復活し初当選。1999年、国旗及び国歌に関する法律案の本会議における採決で反対票を投じ2000年の第42回衆議院議員総選挙・2003年の第43回衆議院議員総選挙では千葉6区で渡辺を破り、当選。2005年の第44回衆議院議員総選挙では千葉6区で渡辺に敗れ、比例復活もならず落選した。
2009年の第45回衆議院議員総選挙では、千葉6区で渡辺を破り、4年ぶりに国政に復帰した。同年10月、民主党副幹事長に就任。2010年3月の石川県知事選挙では、民主党石川県連は現職の谷本正憲を与野党相乗りで支持したが、生方は1996年の初当選同期であり、早稲田大学の同窓生である元衆議院議員の桑原豊を支援した（桑原は谷本に敗れ、落選）。
2011年、衆議院消費者問題に関する特別委員長に就任するが、5月に辞任。同年、衆議院環境委員長に就任。2012年10月、野田第3次改造内閣で環境副大臣に任命された。同年12月の第46回衆議院議員総選挙では、千葉6区で渡辺に敗れたが、重複立候補していた比例南関東ブロックで復活し、5選。
2014年12月の第47回衆議院議員総選挙では、千葉6区で渡辺に敗れ、比例復活もならず落選した。
2017年に行われた第48回衆議院議員総選挙には立憲民主党公認で千葉6区から立候補。選挙区では敗れたものの比例復活を果たし国政に復帰した。
2019年10月、衆議院決算行政監視委員長に就任。
2021年10月の第49回衆議院議員総選挙では立憲民主党の公認で千葉6区から立候補する予定であったが、後述の拉致問題に関する不適切発言により公認を辞退した。無所属で立候補したが、得票率14.8%で落選した。
2024年9月、生方は取材に対し「公認辞退後、離党せずにきたが、年齢の問題もあり、今後、選挙に出るつもりはない」と述べ、政界引退を表明した。

## 政策・主張
- 主な政治的主張は「消費税据え置き」、「地方主権」、「後期高齢者医療制度の廃止」、「憲法9条を世界に広めること」[9]。ただし、2012年6月の消費税増税を含む社会保障・税一体改革関連法案の衆議院本会議における採決では賛成票を投じた。
- 選択的夫婦別姓制度の導入に賛成[10][11]
- イラク日本人人質事件が発生した直後の2004年4月10日、岡島一正、小林千代美らとともに衆参両院の民主党に所属する議員27名の署名を集め、イラクから自衛隊を撤退させるよう求める声明を発表。また、署名はしなかったものの小沢一郎や横路孝弘も賛同していることを明らかにした[12]。
- 2003年、静岡空港建設反対の国会議員署名活動で署名者に加わっている[13]。

### 米大統領に反集団的自衛権「直訴」
- 2014年4月21日、元行政刷新担当大臣の蓮舫や社会民主党党首の吉田忠智と連名で、第2次安倍内閣が目指す憲法解釈変更による集団的自衛権の行使容認を支持しないようアメリカ大統領のバラク・オバマに求める文書を在日米大使館に提出した。

文書に賛同した19人は、衆議院議員では民主党の生方幸夫のほか篠原孝、社民党の吉川元、参議院議員では民主党の蓮舫・小川敏夫・藤田幸久・相原久美子・有田芳生・石橋通宏・小西洋之・難波奨二・野田国義・大島九州男 ・田城郁・徳永エリ・森本真治、社民党の吉田忠智・福島瑞穂・又市征治だった。先に訪米し、アメリカ側に「民主党は行使容認に前向き」との認識を示していた元防衛副大臣の長島昭久は、ツイッターで「属国でもあるまいし、嘆かわしい」と批判した。

### 小沢一郎批判
- 2010年3月17日、産経新聞のインタビューに対し、「自民党時代に中央集権を批判したのに今の民主党は中央集権だ[16]」、「小沢幹事長の政治資金問題についての説明で納得してない人や幹事長を辞めるべきだという声が圧倒的に多く、しかる場所できちんと話すことが第一」、「民主党は日本教職員組合からあまり献金を受けてはいけない」、「北海道教職員組合の問題は、これも一番上は（出身母体が日本教職員組合の）輿石さん（参院議員会長）ですからね…」[17]と答え、翌18日には、「小沢幹事長は国民にもう一度説明し、納得が得られなければ辞めるのが当然であり、民主党内でも多数いる」と発言した[18]。
- 生方の上記の発言を受け、筆頭副幹事長の高嶋良充は生方と党本部で会談。メディアのインタビューで、「国民は小沢さんが不起訴になったから全部シロとは思っていない」と話した生方へ、「副幹事長でありながら外に向かって執行部批判するのはおかしい」と副幹事長職の辞任を求めたが、「元秘書らが逮捕されている小沢は責任を何も問わず、外部に向かって批判したら辞めろというのはおかしくないですか」と反発したため、民主党執行部は対応を協議し、生方を解任した[19][20]が、直後の23日に党内外や世論の批判を受けて執行部は解任を撤回し、副幹事長職を続投させることを決めた[21]。

## 不祥事
- 震災直後の2011年5月5日、日本・フィリピン友好議員連盟の一員としてフィリピンを訪問中、公務中にゴルフを行ったとの批判を受け[22][23]、9日に衆議院消費者問題に関する特別委員長の職を引責辞任した[24]。
- 2010年10月19日、前年8月の第45回衆議院議員総選挙後に提出した「選挙運動費用収支報告書」に記載されていた事務員への報酬の一部が、実際には支払われていなかった疑いがもたれた[25][26][27][28][25]と報じて虚偽の記載であると指摘し、他紙もこれに追随した[27]。これに対し、生方は「記載は秘書に任せており、問題ないと聞いている」「問題があれば報告書を訂正する」と述べている[26][27]。また、虚偽記載との指摘について、生方の事務所は当初「きちんと支払ったはず」[25]と反論したうえで、「収支報告書や領収書を精査し、間違いがあれば修正したい」[25]と述べていた。しかし、報酬が支払われたとされた運動員らが「選挙事務を手伝ったが、報酬は受け取っていない。ボランティアとして参加した」[28]などと証言する事態となった。その後、生方の事務所は、報告書に記載した7名分の報酬計40万円について、実際には支払っていなかったことを認め、報告書からの削除を千葉県選挙管理委員会に届け出た[28]。さらに、7名分の領収書も削除を届け出ることとなった[28]。この事態を受け、マスメディアが虚偽記載を行った理由を質問すると、生方の事務所は「そこまでお答えする必要はないと思う」[28]と反論し、回答を拒否した[29]。
- 民主党メールマガジンによれば、2004年に政治家の年金未納問題が表面化した際、5年5か月間にわたる国民年金保険料の未納があった[30]。

## 北朝鮮による拉致被害者に関する発言
2021年9月23日に千葉県松戸市で行われた会合で、北朝鮮による拉致被害者について「日本から連れ去られた被害者というのはもう生きている人はいない。政治家は皆そう思っているということ」と発言し、拉致被害者の支援団体や家族会などから抗議を受けた。「身内が拉致されたら同じことが言えるのか」という反応もあった。
生方は、「客観的情勢から考えて生きていたら（北朝鮮は横田さんを）帰す。帰さない理由はない」と断言し、1977年に拉致された横田めぐみについては「なんでしたっけ。小さな女の子。高校生か中学生かで…」「横田さんが生きているとは誰も思っていない。自民党の議員も」との見解を示した。また、日朝首脳会談の直後に日本に帰国した被害者5人については、当時北朝鮮に一度返すべきだったと述べており、2004年に北朝鮮が提出し日本側が別人と鑑定しためぐみさんの偽の遺骨については「遺骨からDNAを鑑定して、それが横田さんであるのかないのかというような技術力はなかった」「拉致問題は本当にあるのか。ないんじゃないか」などと主張していた。この発言が報道された当日、生方は発言を撤回し謝罪した。そして自身のツイッターで、勉強不足と思い込みからそのような発言をしたと再度謝罪し、立憲民主党千葉県連会長の職を辞任する意向を示した。この発言を受け立憲民主党は、福山哲郎幹事長と森裕子拉致問題対策本部長の連名で「発言は党の考え方と全く相容れず、拉致被害者と家族、拉致問題の解決に携わったすべての方々を深く傷つけるもの」として生方を厳重注意し、党としておわびする緊急声明を発表した。
この発言に対し、横田めぐみの母親の横田早紀江は「こんな日本人がいることに驚いた。私たちは拉致被害者が生きていると信じている」と生方発言を批判。家族会代表の飯塚繁雄は「謝って済む問題ではない。まるで拉致被害者が亡くなっていたほうがいいというような発言だった。日本の各党の議員も、一緒に戦っていこうという意識でやっているのにぶち壊した」と批判した。田口八重子の長男、飯塚耕一郎も「怒りを禁じ得ない。拉致被害者の命を侮辱、冒涜しているとしか思えない」と語気を強めた。
10月12日に生方は議員辞職し、第49回衆議院議員総選挙での公認を辞退する意向を固めたが、衆議院は10月14日に解散されたため、議員辞職に至らなかった。これに先立ち10月11日、生方は代表を務める立憲民主党千葉県連の岡島幹事長に対して代表を辞任することを申し出た。後任の県連代表には参議院の長浜博行が選出された。選挙は結局、無所属での立候補となったが得票数を大きく減らし落選。報道各社は拉致問題をめぐる発言が影響したとの見方で報じた。

## 選挙歴
| 当落 | 選挙                   | 執行日         | 年齢 | 選挙区                | 政党       | 得票数     | 得票率 | 定数 | 得票順位 /候補者数 | 政党内比例順位 /政党当選者数 |
| ---- | ---------------------- | -------------- | ---- | --------------------- | ---------- | ---------- | ------ | ---- | ------------------ | ---------------------------- |
| 比当 | 第41回衆議院議員総選挙 | 1996年10月20日 | 48   | 比例南関東（千葉6区） | 旧民主党   | 5万5272票  | 35.66% | 1    | 2/4                | 5/5                          |
| 当   | 第42回衆議院議員総選挙 | 2000年06月25日 | 52   | 千葉6区               | 民主党     | 7万8359票  | 41.04% | 1    | 1/4                | /                            |
| 当   | 第43回衆議院議員総選挙 | 2003年11月09日 | 56   | 千葉6区               | 民主党     | 8万3985票  | 46.75% | 1    | 1/3                | /                            |
| 落   | 第44回衆議院議員総選挙 | 2005年09月11日 | 57   | 千葉6区               | 民主党     | 8万2636票  | 38.91% | 1    | 2/3                | /                            |
| 当   | 第45回衆議院議員総選挙 | 2009年08月30日 | 61   | 千葉6区               | 民主党     | 10万8270票 | 49.39% | 1    | 1/6                | /                            |
| 比当 | 第46回衆議院議員総選挙 | 2012年12月16日 | 65   | 比例南関東（千葉6区） | 民主党     | 4万6331票  | 23.52% | 1    | 2/6                | 4/4                          |
| 落   | 第47回衆議院議員総選挙 | 2014年12月14日 | 67   | 千葉6区               | 民主党     | 5万323票   | 29.95% | 1    | 2/4                | /                            |
| 比当 | 第48回衆議院議員総選挙 | 2017年10月22日 | 69   | 比例南関東（千葉6区） | 立憲民主党 | 6万5281票  | 37.21% | 1    | 2/4                | 1/5                          |
| 落   | 第49回衆議院議員総選挙 | 2021年10月31日 | 74   | 千葉6区               | 無所属     | 2万8083票  | 14.77% | 1    | 4/4                | /                            |

## 著書
- 『さわやか戦士たち・いま : 蔦野球の原点』英知出版、1983年7月
- 『君にも車がつくれる : これが噂のコミューター』こぶし出版、1983年12月、ISBN 4900406074
- 『情報革命2001年 : 近づきつつあるオーウェルの世界』ダイヤモンド社、1984年3月
- 『野村証券VS住友銀行 : 今、日本に起こる金融革命を読む』ごま書房、1985年4月、ISBN 4341020706
- 『VANこれからどうなる』日本実業出版社、1985年4月、ISBN 4534010214
- 『生きぬく商社泣く商社』講談社、1985年12月、ISBN 4062024780
- 『あの会社を狙え! : 提携・M&Aで成長と生き残りをはかれ』日本実業出版社、1985年10月、ISBN 4534010664
- 『金融子会社 : 国際財務戦略の中核』日本経済新聞社、1986年9月、ISBN 4532087430
- 『あす、銀行はどう変わるか : 金融戦国時代の彼方』日本実業出版社、1986年5月、ISBN 4534011199
- 『VANが動くビジネスが変わる』朝日新聞社、1987年11月、ISBN 4022557923
- 『解体屋の戦後史―繁栄は破壊の上にあり』PHP研究所、1994年6月
- 『情報革命』三笠書房、1999年12月、ISBN 4837918166
- 『日本人が築いてきたもの壊してきたもの』新潮社、2001年10月、ISBN 4102901213
- 『全図解 会社のしくみが一目でわかる本—人事、給与、組織図から数字の読み方まで!』三笠書房、2004年11月、ISBN 4837974414